# Idioma vaghua
Vaghua (Vagua), o Tavula, es una lengua indígena de la Provincia de Choiseul, Islas Salomón.